# Heptalogie
Heptalogia este un termen rareori folosit pentru o serie de șapte lucrări de creație, care sunt conectate printr-o poveste comună. Un exemplu recent, destul de celebru este seria de cărți Harry Potter, scrisă de scriitoarea britanică J.K. Rowling. Termenul este uneori întâlnit sub forma septologie,  sau sub forma septet.
Un alt exemplu, cel puțin la fel de celebru ca cel de mai sus, este cel al Seriei Fundația, care a evoluat de la trilogia inițială din anii timpurii 1950, care era compusă din romanele: Fundația, Fundația și Imperiul și A doua Fundație, la heptalogia anilor târzii 1980 și timpurii 1990. Este cunoscut faptul că cele patru romane au fost impulsionate decisiv prin efortul editurii Doubleday, care l-a rugat, impulsionat și chiar somat pe celebrul autor Isaac Asimov să continue a scrie prequeluri și sequeluri pentru „rotunjirea” acțiunii nucleului inițial și umplerea unor goluri explicative atât logice și temporale, cât și de acțiune dintre acțiunile trilogiei inițiale. 

## Exemple
| Heptalogie                             | Intervalul realizării | Autor                         |
| The Cycle of Life                      |                       | Edward Maryon                 |
| În căutarea timpului pierdut           | 1913–1927             | Marcel Proust                 |
| Cronicile din Narnia                   | 1949–1954             | C. S. Lewis                   |
| en en:Foundation Series Seria Fundația | 1951–1983             | Isaac Asimov                  |
| Le Livre des questions                 | 1963–1973             | Edmond Jabès                  |
| Narratives of Empire                   | 1967–2000             | Gore Vidal                    |
| Licht                                  | 1977–2003             | Karlheinz Stockhausen         |
| The Death Gate Cycle                   | 1990–1994             | Margaret Weis & Tracy Hickman |
| Tomorrow series                        | 1993–1999             | John Marsden                  |
| Harry Potter                           | 1997–2007             | J. K. Rowling                 |

| Heptalogii plănuite            | Intervalul plănuit al realizării | Autor               |
| Luther                         | 1613–1630                        | Martin Rinkart      |
| Eugene Gant                    | 1935–1941                        | Thomas Wolfe        |
| The Ages of Man                | 1956                             | Thornton Wilder     |
| The Children of Kronos         | 1987–1991                        | Alexandros Kotzias  |
| Heptalogía de Hieronymus Bosch | 1997-2006                        | Rafael Spregelburd  |
| A Song of Ice and Fire         | 1996–????                        | George R. R. Martin |